# Constitución de Malolos
La Constitución de Malolos es la primera Constitución de la historia de Filipinas. Con ella nace la Primera República Filipina. Fue escrita en lengua española, que se convirtió en la lengua oficial del país.

## Antecedentes
De acuerdo con lo establecido en el decreto de 18 de junio de 1898, Aguinaldo convocó el Congreso Revolucionario en Barásoain, Malolos. En la mañana del 15 de septiembre, la basílica de Barásoain estaba repleta de delegados y espectadores. Fuera, la banda de Pasig interpretó el Himno Nacional. 
Bajo la presidencia de Emilio Aguinaldo, el secretario leyó los nombres de los delegados. Luego, se puso de pie y leyó su discurso en tagalo y luego en español.
Por la tarde, el Congreso eligió la mesa presidencial, compuesta por Pedro Alejandro Paterno como presidente, Benito Legarda, vicepresidente, Gregorio Araneta, primer secretario y Pablo Ocampo, como segundo secretario.
El primero acto del Congreso, fue la ratificación el día 29 de septiembre de la independencia proclamada en Kawit el 12 de junio de 1898. 
Se constituyó la ponencia para la redacción del proyecto, encabezada por Felipe Calderón y Roca. La constitución estaba inspirada en las de México, Bélgica, Guatemala, Costa Rica, Brasil y Francia. En la sesión del día 8 de octubre, Calderón presentó el proyecto, que fue promulgado con ligeros cambios el 20 de enero de 1899.